# 무선 가입자 회선
무선 가입자 회선(Wireless local loop, WLL)은 통신 고객에게 POTS(일반 전화 서비스) 또는 인터넷 접속("광대역"이라는 용어로 판매)를 제공하기 위한 "라스트 마일/퍼스트 마일" 연결로 무선 통신 링크를 사용하는 것이다. 다양한 유형의 WLL 시스템과 기술이 존재한다.
이러한 유형의 액세스에 대한 다른 용어로는 BWA(broadband wireless access), RITL(radio in the loop), FRA(fixed-radio access), FWA(fixed wireless access, 고정 무선 접속), MW(metro wireless)가 있다.

## 고정 무선 서비스의 정의
고정 무선 터미널(Fixed wireless terminal, FWT) 장치는 GSM 또는 LTE와 같은 셀룰러 네트워크 내에서 작동하는 기존 모바일 단말기 장치와 다르다. 고정 무선 터미널, 즉 탁상 전화는 로밍 기능이 거의 없는 거의 영구적인 위치로 제한된다.
WLL 및 FWT는 다양한 무선 및 무선 기술을 사용하여 구현될 수 있는 무선 기반 통신 기술 및 해당 장치에 대한 일반적인 용어이다.
무선 로컬 루프 서비스는 다수의 광범위한 시장 및 배포 그룹으로 분류된다. 서비스는 일반적으로 통신회사에서 사용하는 라이선스 서비스와 가정 사용자 및 무선 ISP(WISP)가 일반적으로 배포하는 라이선스 없는 서비스로 구분된다.

## 같이 보기
- 안테나
- 케이블
- RF 단자
- 와이파이